# Xã Council Hill, Quận Jo Daviess, Illinois
Xã Council Hill (tiếng Anh: Council Hill Township) là một xã thuộc quận Jo Daviess, tiểu bang Illinois, Hoa Kỳ. Năm 2010, dân số của xã này là 141 người.